# Metacyrba alberti
Espèce
Metacyrba alberti est une espèce d'araignées aranéomorphes de la famille des Salticidae.

## Distribution
Cette espèce est endémique de Cuba.

## Description
Le mâle holotype mesure 4,8 mm et la femelle paratype 7,9 mm.

## Systématique et taxinomie
Cette espèce a été décrite par Cala-Riquelme en 2017.

## Étymologie
Cette espèce est nommée en l'honneur d'Albert Deler-Hernández.

## Publication originale
- Cala-Riquelme, 2017 : « A new species of Metacyrba F. O. Pickard-Cambridge, 1901 (Salticidae: Marpissoida) from Cuba. » Arachnology, vol. 17, no 5, p. 248-253.